# 김종승
김종승은 고려대학교 화학과 특훈교수, 화학자이다.

## 생애
공주사범대학(現 공주대학교) 화학교육과 82학번으로 입학해 교사가 될 수도 있었으나, 학문에 뜻이 있어 충남대학교 대학원 화학과에 진학해 석사 과정을 밟았고, 이후 한국화학연구원에서 연구원으로 잠시 일했다
1989년 미국 텍사스 공과대학교로 유학 가서 거대분자를 공부했고, 1993년에 박사 학위를 받은 뒤 휴스턴 대학교에서 1년간 박사후연구원으로 일하며 이론 유기화학을 공부했다.
그리고 1994년 건양대학교 교수 채용에 응시해 부임했고, 9년 간 근무하면서 중금속을 검출하는 캘릭스아렌 합성을 연구하다가 2003년 단국대학교로 옮겨 4년 간 근무했다.
2007년 고려대학교 교수로 왔다. 고려대에서는 유기화학에서 생유기화학으로 연구 영역을 확대했고, 거대분자 합성, 항암제와 알츠하이머 연구 등 생유기화학 분야를 연구하고 있다.

## 학술활동
글로벌 기업 클래리베이트 애널리틱스(Clarivate Analytics)가 선정하는 세계에서 가장 영향력 있는 연구자 HCR(Highly Cited Researchers)에서 발표를 시작한 2014년부터 9년 연속으로 세계 상위 1% 연구자에 선정된 세계적인 석학이다.
550여 편의 논문을 발간해 총 인용수가 4만회를 넘으며, h-index 106을 기록하고, 100여 건의 국내외 특허를 등록하는 등 화학 분야에서 선도적인 역할을 하고 있다.
현재 한국과학기술한림원 정회원이며, Chem Soc Rev 학술지(IF:60.6) 등 다수의 국제학술지에 편집위원으로 활동하고 있다.

## 상훈
- 2009년
  - 석탑강의상 수상
  - 대한화학회 심상철학술상 수상
- 2010년
  - 석탑강의상 수상
  - 국가연구우수성과 100선 수상 (미래부장관상)
- 2011년
  - 송곡과학기술상 수상
- 2013년
  - 이달의과학기술자상 3월 수상 (미래부장관상)
  - 지식창조대상 수상 (미래부장관상)
  - 우수박사학위 지도교수상, 한국과학기술한림원
- 2014년
  - 한국과학기술한림원 정회원
  - 고려대학교 최고연구업적상 (특별포상)
- 2015년
  - 국가연구우수성과 100선 수상 (최우수성과) (미래부장관상)
  - 석탑강의상 수상
- 2016년
  - 석탑강의상 수상
  - ChemPlusChem Award (Wiley) 수상
  - 국가연구개발 성과평가 유공 근정포장 수상 (대통령상)
  - 고려대학교 교우회 학술상 수상
- 2017년
  - 석탑연구상 수상
  - Fellow of Royal Society of Chemistry
  - 인촌상 (과학기술부분) 수상
- 2018년
  - 제7회 한국유기합성학회 학술상 수상
  - '세계 상위 1% 연구자'로 선정
- 2019년
  - 인성스타연구자상 수상
  - '세계 상위 1% 연구자'로 선정
- 2020년
  - 대한화학회 학술상 수상
  - 석탑강의상 수상
  - Highly Cited Researchers 선정
- 2021년
  - 석탑연구상 수상
  - Highly Cited Researchers 선정
- 2022년
  - 국가연구개발 우수성과 100선 선정
  - 한국과학상 수상 (대통령상)
  - Highly Cited Researchers 선정